# Valdagno
Valdagno (velenceiül Valdanjo) település Olaszországban, Veneto régióban, Vicenza megyében. Lakosainak száma 25 601 fő (2023. január 1.). Valdagno Altissimo, Cornedo Vicentino, Crespadoro, Monte di Malo, Recoaro Terme, Torrebelvicino, Brogliano és Schio községekkel határos.

## Népesség
A település népességének változása:
| Lakosok száma | 26 080 | 26 016 | 25 601 |
|               | 2017   | 2018   | 2023   |